# 上杉景信
上杉景信（生年不詳－1578年7月15日）是日本戰國時代至安土桃山時代的武將。古志長尾家當主。越後栖吉城城主。父親是長尾房景（彌四郎、豐前守）。通稱古志之十郎（古志の十郎）、越之十良（越の十良）。姐姐是上杉謙信的母親青岩院。

## 生平
古志長尾家是越後長尾氏的一門眾頭領，在長尾為景向守護上杉定實翻起反旗時，古志長尾家亦隨之行動。
享祿4年（1531年）期間，因為父親死去或隱居而繼承家督。在為景的四男長尾景虎（上杉謙信）時期，與上田長尾家的長尾政景和山本寺上杉家的山本寺定長等人一同成為景虎的重臣。永祿4年（1561年），在景虎繼承關東管領上杉家並改名為上杉政虎（後來改名為輝虎、謙信）後，景信亦被允許使用上杉姓，之後改名為上杉十郎景信，在謙信征伐關東地方和對武田氏的戰鬥時亦有參戰。
在天正3年（1575年）的軍役帳中，被列於僅次謙信的養子上杉景勝和山浦國清的第3位（總數81人）的軍役。在2年後的上杉氏家臣名簿中，亦被列為越後眾及一門衆的頭領。不過與同是重鎮的上田長尾家的景勝演變成對立關係，在謙信死後的御館之亂中，於謙信的養子景勝與同為養子的上杉景虎爭奪家督時，支持景虎並與景勝方對立，在居多濱之戰中與山浦國清戰鬥時戰死。古志長尾家的家督由能臣河田長親繼承，不過長親拒絕改為長尾姓，因此古志長尾家斷絕。